# Geary (logiciel)
Pour les articles homonymes, voir Geary.
Geary est un logiciel de messagerie libre et léger conçu pour l’environnement de bureau GNOME. C’était notamment le logiciel de messagerie par défaut d’Elementary OS.
Il s’agit d’un logiciel libre écrit en Vala, basé sur WebKitGTK, initié et principalement maintenu par Yorba jusqu’en novembre 2015,.

## Fonctionnalités
- Interface simple et moderne ;
- Multi-comptes ;
- Prise en charge du protocole IMAP ;
- Configuration simple des boîtes de messagerie ;
- Prise en charge de Gmail, Yahoo! Mail, Outlook.com et des serveurs IMAP (Dovecot, Cyrus, Zimbra, etc.) ;
- Présentation des courriers sous forme de conversation ;
- Éditeur de message au format HTML ;
- Recherche rapide ;
- Notification à l'arrivée d’un nouveau message.